# Jurišićeva (Záhřeb)
Jurišićeva ulice (chorvatsky Jurišićeva ulica) se nachází v historickém centru Záhřebu, hlavního města Chorvatska. Táhne se od náměstí bána Jelačiće až k náměstí chorvatských velikánů. Je dlouhá cca 400 metrů. Pojmenována je podle Nikoly Jurišiće, tento název nebyl nikdy měněn.

## Historie
Ulice vznikla nejspíše v závěru 19. století (objevuje se na mapách třetího vojenského mapování) z původní stezky vedoucí z dnešního náměstí bána Jelačiće podle potoka Medveđaku.
I v 21. století se zde nacházela řada různých řemeslníků, kteří z mnoha jiných centrálních částí chorvatské metropole vymizeli.

## Doprava
Ulice má podobu (ve své západní části) pěší zóny. V části východní je poté možný automobilový provoz. Ze severní strany se nachází jedna řada stromů. 
Ulicí vede rovněž tramvajová trať.

## Významné budovy
- Ředitelství pošt a telegrafů postavené v secesním stylu.
- Palác Chorvatské poštovní banky
- památník Stjepana Radiće